# Solanum subg. Potatoe
Solanum subg. Potatoe es un subgénero del género Solanum. Incluye 5 secciones.

## Secciones
- Solanum sect. Anarrhichomenum
- Solanum sect. Basarthrum
- Solanum sect. Herpystichum
- Solanum sect. Petota
- Solanum sect. Pteroidea